# Evacanthus acuminata
Evacanthus acuminata är en insektsart som beskrevs av Fabricius 1794. Evacanthus acuminata ingår i släktet Evacanthus och familjen dvärgstritar. Inga underarter finns listade i Catalogue of Life.